# Leucocyphoniscus cristallinus
Leucocyphoniscus cristallinus är en kräftdjursart som beskrevs av Carl 1906. Leucocyphoniscus cristallinus ingår i släktet Leucocyphoniscus och familjen Trichoniscidae. Inga underarter finns listade i Catalogue of Life.